# 20450 Марімохаммед
20450 Марімохаммед (20450 Marymohammed) — астероїд головного поясу, відкритий 13 травня 1999 року.
Тіссеранів параметр щодо Юпітера — 3,553.